# Wurz (Püchersreuth)
Das Dorf Wurz ist ein Ortsteil der Gemeinde Püchersreuth im Oberpfälzer Landkreis Neustadt an der Waldnaab. Die Eingliederung erfolgte am 1. Januar 1978 im Rahmen der damaligen Gebietsreform.
Wurz hat 448 Einwohner (2012), die umliegenden Ortschaften, die zur Pfarrei Wurz gehören, zusammen 290 Einwohner.

## Geografie
Wurz liegt eingebettet in bergige Landschaft im Naturpark Oberpfälzer Wald, unweit der Kreisstadt Neustadt an der Waldnaab (6 km) und von Weiden in der Oberpfalz (16 km). Von beiden Städten ist Wurz über die Bundesstraße 15 und die Kreisstraße NEW 19 zu erreichen. Die Kreisstraße verbindet Wurz auch mit Windischeschenbach.

## Geschichte

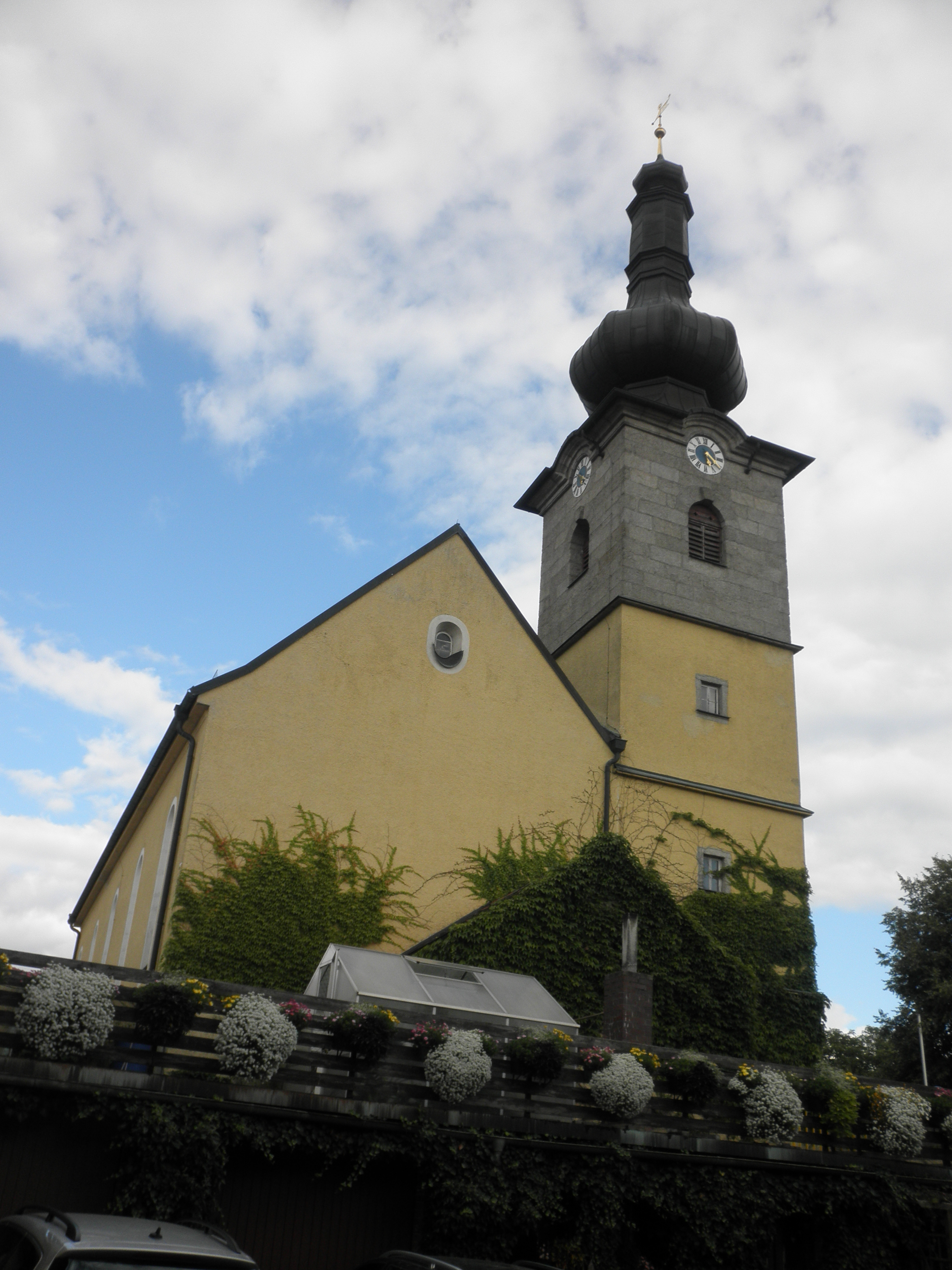
Kirche St. Matthäus in Wurz (2012)

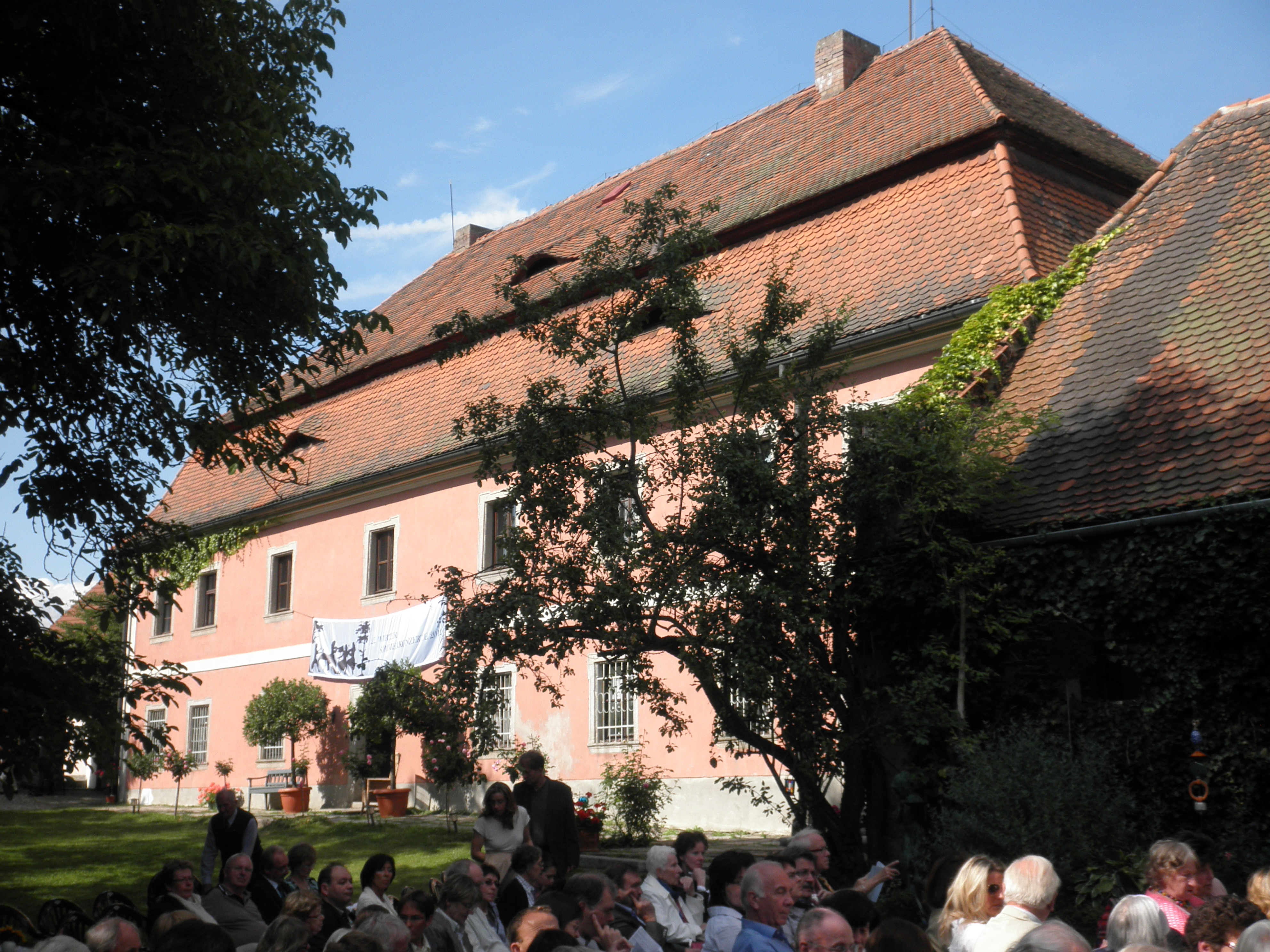
Pfarrhof in Wurz, Haupthaus (2012)

In der Flur von Wurz wurden Funde schon aus der Jungsteinzeit gemacht. Später lag die Region im Siedlungsgebiet von Kelten, die in und nach der Völkerwanderung von Germanen assimiliert wurden – wie auch aus dem Osten zuwandernde Slawen. Die Christianisierung erfolgte zur Zeit von Bonifatius. Der althochdeutschen Name der befestigten Siedlung „Wurzaha“/„Wrzaha“ (aha = Bach) soll sich (nach dem Ortschronisten Christoph Schulze) nicht von Wurzel herleiten, sondern von den Ministerialen namens Drozza. Im Jahre 1069 übergab König Heinrich IV. das in seiner Markgrafschaft gelegene Gut Wrzaha im Gau Nortgowe (Nordgau) an den Bamberger Bischof Hermann und seine Kirche. Es lag also damals in Reichsland und nicht in Bayern. Im 13. Jahrhundert gab es die Dienstmannen Cunrad und Gotfridus von Wurz. Wohl bereits im 11. Jahrhundert existierte eine Pfarrei in Wurz. Sie hatte sich den Heiligen Matthäus als Schutzpatron gewählt. Bei den Hussiten-Einfällen wurde die Kirche im Jahre 1428 zerstört. Spätestens 1438 ist Wurz der Zisterzienserabtei Waldsassen eingegliedert worden.
Auch im Dreißigjährigen Krieg verheerten Truppen das Land. Im 16. Jahrhundert herrschte „Glaubensverwirrung“ zwischen Calvinisten und Luther-Anhängern, bis ab 1628 konsequent die Rekatholisierung einsetzte. 1689 konnte eine neue Pfarrkirche geweiht werden. Der wuchtige romanische Turm der Vorgängerkirche blieb erhalten und wurde 1787 auf vier Geschosse erhöht, statt Pyramidendach erhielt er eine Zwiebelkuppel. 1776 bis 1778 ließ der Abt des Klosters Waldsassen einen repräsentativen Pfarrhof in Wurz als seine Sommerresidenz bauen. 1933 stürzte das Gewölbe der Pfarrkirche ein, 1935 konnte das neuerbaute, größere Gotteshaus geweiht werden.
1945/46 nahm auch Wurz viele Heimatvertriebene, besonders aus dem benachbarten Sudetenland auf. Bis Mitte der 1950er Jahre war die Haupterwerbsquelle in Wurz die Landwirtschaft in klein- und mittelbäuerlichen Betrieben. Seitdem fanden die Einwohner zunehmend Arbeit in der Industrie der benachbarten Städte, im Ort selber entwickelten sich Handel, Handwerk und Gewerbe. Zwei Neubaugebiete erweiterten das Dorf zu einer attraktiven Wohngemeinde. Seit 1976 erfolgte eine Flurbereinigung, von 1981 bis 1985 eine bauliche und verkehrsmäßige Dorferneuerung für 2,8 Mio. DM. Begleitet wurde das durch private Investitionen in die vorhandene Bausubstanz mit guter Einpassung in das Ortsbild.
Die Pfarrei Wurz wird seit 1972 in Personalunion vom jeweiligen Pfarrer von Neuhaus mit betreut. Zwischenzeitlich gehört die Pfarrei Neuhaus zu Windischeschenbach. Aktuell besteht eine Pfarreiengemeinschaft mit Püchersreuth und Wildenau.

## Einwohnerentwicklung in Wurz ab 1824
| Jahr | Einwohner | Gebäude |
| ---- | --------- | ------- |
| 1824 | 126       | 23      |
| 1838 | 129       | 23      |
| 1871 | 131       | 72      |
| 1885 | 134       | 23      |
| 1900 | 150       | 23      |
| 1913 | 178       | 30      |

| Jahr | Einwohner | Gebäude |
| ---- | --------- | ------- |
| 1925 | 160       | 29      |
| 1950 | 250       | 35      |
| 1961 | 212       | 43      |
| 1970 | 258       | k. A.   |
| 1987 | 335       | 89      |
| 2011 | 430       | k. A.   |

## Sehenswürdigkeiten

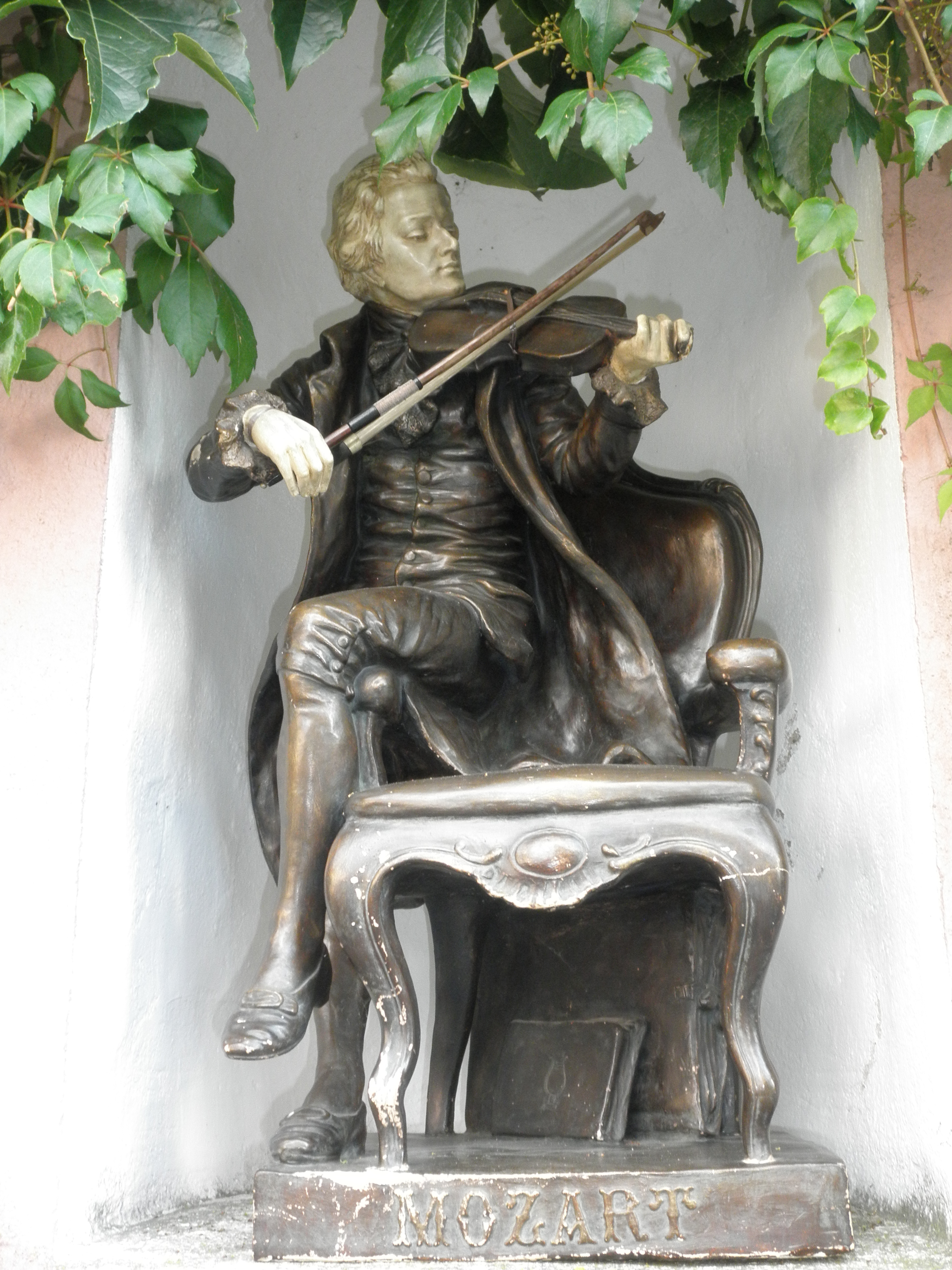
Mozart in Mauernische des Pfarrhofs in Wurz

- Pfarrkirche St. Matthäus: Das Kirchenschiff wurde 1934 neu erbaut, da das Gewölbe der 1683 errichteten Vorgängerkirche im Jahre 1933 eingestürzt war. Die neue Kirche wurde länger und breiter, sie erhielt ein Seitenschiff, eine Kassettendecke, eine geräumige Sakristei, eine breite Empore und einen eigenen Haupteingang. Ausgestattet ist die Kirche mit Bildern des Neustädter Malers Thaddäus Rabusky (1776–1862). Ein Hochaltarbild stellt die Inspiration des Apostels und Kirchenpatrons Matthäus dar. Der beim Einsturz und Neubau des Kirchenschiffs erhaltene hohe Kirchturm trägt eine barocke Haube.
- Friedhofskapelle von 1745 bei der Pfarrkirche
- Kriegerdenkmal in der Anlage neben der Kirche. Es ehrt die gefallenen und vermissten Soldaten beider Weltkriege aus Wurz und Umgebung. Auch die Angehörigen der Heimatvertriebenen sind auf den Namenstafeln mit eingeschlossen. Das Denkmal wurde 1923 gebaut und 1959 und Anfang der 1980er Jahre erneuert.
- Standbild des Heiligen Matthäus auf der Ostseite der Kirche. Die Bronzestatue wurde 1984 im Rahmen der Verleihung des Staatspreises für die gelungene Dorfsanierung geweiht.
- Historischer Pfarrhof Wurz in Nachbarschaft zur Kirche. Er wurde 1776/78 nach Plänen von Philipp Muttone auch als Sommerresidenz des Abtes des Klosters Waldsassen gebaut. Der Pfarrhof besteht aus einem großen, zweigeschossigen Wohnbau mit Mansarddach und sich anschließendem früheren Pferdestall (jetzt Konzertsaal), Back- und Waschhaus, Scheune (jetzt Versorgungsräume während der Sommerkonzerte) und großem Obst- und Gemüsegarten. Zur Straße hin steht noch eine mächtige Einfriedungsmauer mit Tor. Eigentümerin des Pfarrhofs war seit 1973 die Berliner Ärztin Rita Kielhorn (1933–2023)[15][16], die ihn vor dem Verfall rettete und restaurierte.
- Kreuzigungsgruppe (Jesus mit Heiliger Mutter Gottes und Johannes) und Altar aus Granit auf der aussichtsreichen Anhöhe „Löherl“ unter Eichen und Birken.
- Fünfzehn Kreuzweg-Stationen zum Löherl wurden 1986 eingeweiht.
- Flurbereinigungsdenkmal am Fuße des Löherl. Es zeigt ein Bild mit bäuerlichem Leben mit Pflug, Getreideähren und einer Taube. Die Tafelinschrift lautet: „Flurbereinigung und Dorferneuerung Wurz 1976-1986. Staatspreis 1985/1986 (Sonderpreis) des Bayer. Staatsministeriums für Ernährung, Landwirtschaft und Forsten“.
- Lipperthof mit denkmalgeschütztem Stallgebäude, großem Gestüt (Islandpferde) und Reitschule.
- Gedenkbretter (symbolische Totenbretter), mit denen der Ort besonders verdiente Gemeindebürger ehrt

## Vereine
Freiwillige Feuerwehr, Schützengesellschaft „Waldnaab“, Krieger- und Soldaten-Kameradschaft, Katholischer Frauenbund, Katholische Landjugendbewegung, Sportverein, Ortsverschönerungsverein, Wurzer Hogerer, Siedlerbund, Bauwong.

## Überregionale Veranstaltungen
- Jährliche Wurzer Sommerkonzerte im Historischen Pfarrhof seit 1988, mit klassischer Musik von deutschen und internationalen Interpreten, gegründet und weiter organisiert von Rita Kielhorn und dem „Freundeskreis Wurzer Sommerkonzerte“.